# Angoshteh
Angoshteh (persiska: اَنگُشتِه, انگشته) är en ort i Iran.   Den ligger i provinsen Lorestan, i den nordvästra delen av landet, 300 km sydväst om huvudstaden Teheran. Angoshteh ligger 1 952 meter över havet och antalet invånare är 410.
Terrängen runt Angoshteh är varierad.Runt Angoshteh är det ganska tätbefolkat, med 248 invånare per kvadratkilometer. Närmaste större samhälle är Nahāvand, 18,8 km nordväst om Angoshteh. Trakten runt Angoshteh består i huvudsak av gräsmarker.